# Knowlton-Kreise
Die Knowlton-Kreise sind Henge-Monumente und liegen südwestlich von Cranborne und westlich der Straße B3078 in der Grafschaft Dorset in England (OSGB - SU 02 09).

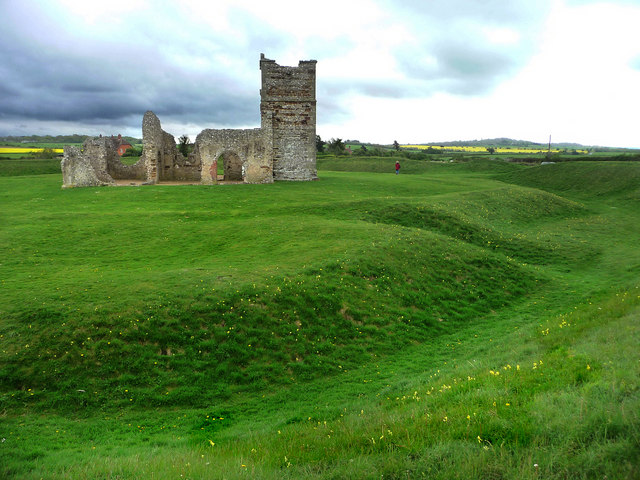
Kirchenruine und Henge

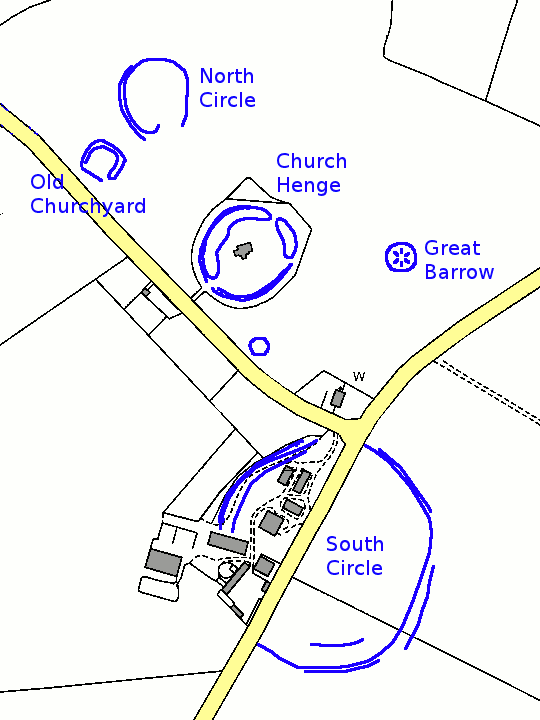
Die Knowlton-Kreise

## Entdeckung und Ausgrabungen
1995 wurden nach einem trockener Sommer auf Luftbildern in einem Erbsenfeld Bewuchsanomalien entdeckt, die menschliche Eingriffe in den Boden anzeigen. Dies waren die großen Knowlton Henge. Die ältesten menschlichen Aktivitäten zeigen sich im großen Henge und die letzten stellen die Ruinen einer mittelalterlichen Kirche dar, die mitten im so genannten „Kirchenkreis“ steht. Die Denkmäler stammen aus der Jungstein-, Bronze- und Eisenzeit, der Römerzeit und dem Mittelalter. Die Fotografien wurden im Jahre 2001 von der Bournemouth University, die mit den Untersuchungen des Komplexes beschäftigt war, in einer Monografie zusammengefasst. Die archäologischen Grabungen konzentrieren sich bislang auf die Henges und den größten Rundhügel von Dorset.

## Steinzeit
Die vier neolithischen Hengemonumente sind:
- der Kirchenkreis,
- der Nordkreis,
- der Südkreis (220 m Durchmesser)
- der Kreis des alten Friedhofs

Die Luftaufnahmen zeigen auch inzwischen eingeebnete Befunde. Drei sind möglicherweise Gräberfelder, eines ein Long Barrow. Parallele Gräben bildem einen kleinen Cursus.

## Bronzezeit
Die 178 durch Luftbildaufnahmen entdeckten Grabhügel von Knowlton sind Rundhügel der Bronzezeit. Sie liegen am Nordwesthang mit Blick auf den Fluss Allen und zeigen erhöhte Konzentrationen an beiden Enden des Bereichs.

## Eisen- und Römerzeit
Einige Strukturen waren möglicherweise Langhügel. Sie und andere kleinere Strukturen legen die Fortsetzung der Nutzung des Areals für zeremonielle und sepulkrale Nutzung während der Eisenzeit und der Römerzeit nahe.

## Mittelalter

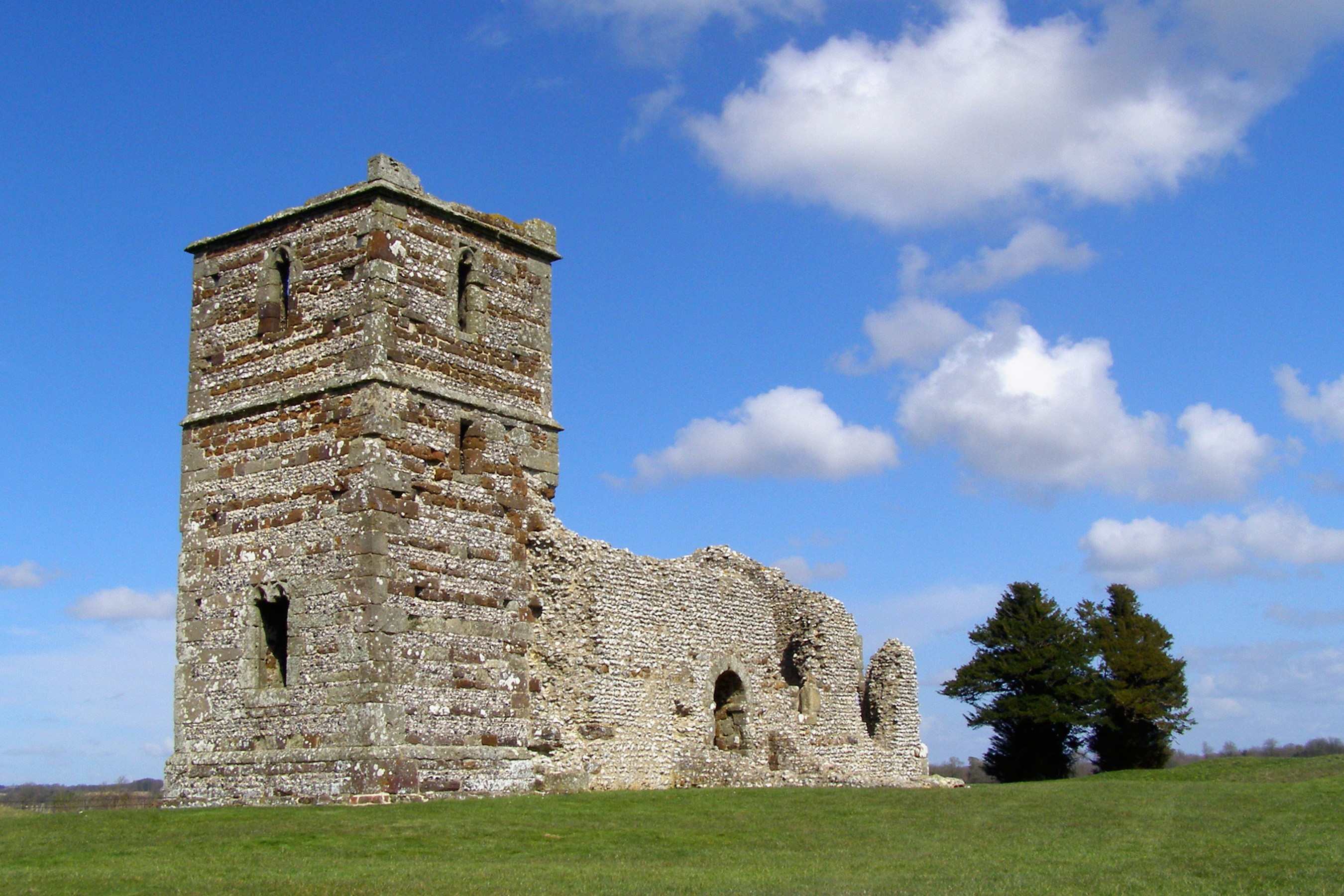
Ruine im Kirchenkreis

Eine Kirche aus dem 12. Jahrhundert steht im Mittelpunkt des Kirchenkreises. Der Graben der Henge scheint die Grenze eines mittelalterlichen Friedhofs zu markieren, der aber auch aus jüngerer Zeit stammen könnte.
Das Dorf Knowlton wurde im Jahre 1485 aufgelassen, als die Beulenpest die Bewohner dahingerafft hatte. Die Kirche wurde 1747 aufgegeben.